# 藝術監督
藝術監督（英語：Artistic directors）是在藝術組織中擔任執行者的職位，負責管理該組織的相關藝術工作。

## 概要
藝術總監可為正在劇院製作中的作品提供資源，並提供支持和建議。